# Ljudski kostur
Ljudski kostur (skeleton grč. σκελετός-isušen) se sastoji od individualnih ili udruženih kostiju (kao što je lubanja), poduprtih i dopunjenih postrojenjem ligamenata, tetiva, mišića i drugih organa. Kostur nije nepromjenjiv, već se mijenja kroz životni vijek. Prosječan kostur se sastoji od 206 do 350 kostiju. Pojedine kosti su međusobno sraštene, npr. kosti lubanje, trtica i kosti zdjelice. Kostur se sastoji od kosti, hrskavice i ligamenata. Novorođenče ima otprilike 300 kostiju. Ubrzo nakon rođenja kosti trtice, odnosno ostatak repa sraste zajedno.

## Funkcija
Kostur pruža potporu tijelu i daje mu oblik, potporanj je mišićima, štiti unutarnje organe te omogućuje kretanje.
U kostima se nalazi hematopoetsko tkivo, odnosno tkivo koje proizvodi krvne stanice. Također, kosti su spremišta anorganskih tvari. Sadrže kalcij, fosfor i druge ione bitne za metabolizam.

## Spolne razlike
Postoji mnogo razlika između muškog i ženskog kostura. Jedna od razlika jest veličina zdjelice. Žene imaju veću zdjelicu, radi lakšeg porođaja. Muškarci imaju neznatno veća i deblja rebra, a žene manje zube, te užu čeljust.

## Bolesti
Postoje mnoge bolesti koje pogađaju kostur. Mogu biti genetske ili stečene, a tumori benigni ili maligni. Sarkom, rak kosti, veoma je ozbiljna bolest te zahtijeva dugotrajno liječenje. Artritis jest bolest koja pogađa zglobove, te prouzročuje bol u zglobovima, ukočenost i deformiranost zgloba. Do frakture kostiju dolazi kad je kost izložena prevelikoj sili koja premašuje njezinu čvrstoću. Prijelom može biti otvoreni ili zatvoreni. Liječi se imobilizacijom kosti. Osteoporoza povećava lomljivost kostiju, jer je razaranje stanica koštanog tkiva veće od stvaranja, koja se događa neprestano. Kosti postaju slabe i porozne. Osteoporoza je češća u žena, te se ne može izliječiti. Rahitis je nedostatak kalcija, odnosno vitamina D. Kosti se deformiraju te postanu mekane.